# Фаи ле Отре
Фаи ле Отре (фр. Fahy-lès-Autrey) насеље је и општина у источној Француској у региону Франш-Конте, у департману Горња Саона која припада префектури Везул.
По подацима из 2011. године у општини је живело 109 становника, а густина насељености је износила 17,58 становника/km². Општина се простире на површини од 6,2 km². Налази се на средњој надморској висини од 205 метара (максималној 278 m, а минималној 224 m).

## Демографија
| 1962. | 1968. | 1975. | 1982. | 1990. | 1999. | 2011. |
| ----- | ----- | ----- | ----- | ----- | ----- | ----- |
| 153   | 151   | 123   | 116   | 105   | 112   | 109   |

График промене броја становника у току последњих година